# Ludvig Munthe (målare)
Ludvig Munthe, född 11 maj 1841 i Sogndal, död 30 mars 1896 i Düsseldorf, var en norsk målare.

## Biografi
Munthe blev elev till Franz Wilhelm Schiertz i Bergen 1858. År 1861 reste han till Düsseldorf, där han var elev till bland andra Sophus Jacobsen och Albert Flamm. Efter besök i Paris 1878 och 1880 var han bosatt i Düsseldorf till sin död. Han vann snart internationellt rykte med sina elegiska höst- och vinterlandskap, enkla motiv med fint samstämda gråväders- och solnedgångstoner. De visar ofta påverkan från den franska Barbizonskolan och han hämtar även motiv från Nederländerna.
I Nasjonalgalleriet i Oslo finns bland andra Potetopptaing (1873) och han finns även representerad vid bland annat Nationalmuseum i Stockholm och Göteborgs konstmuseum.

## Bildgalleri

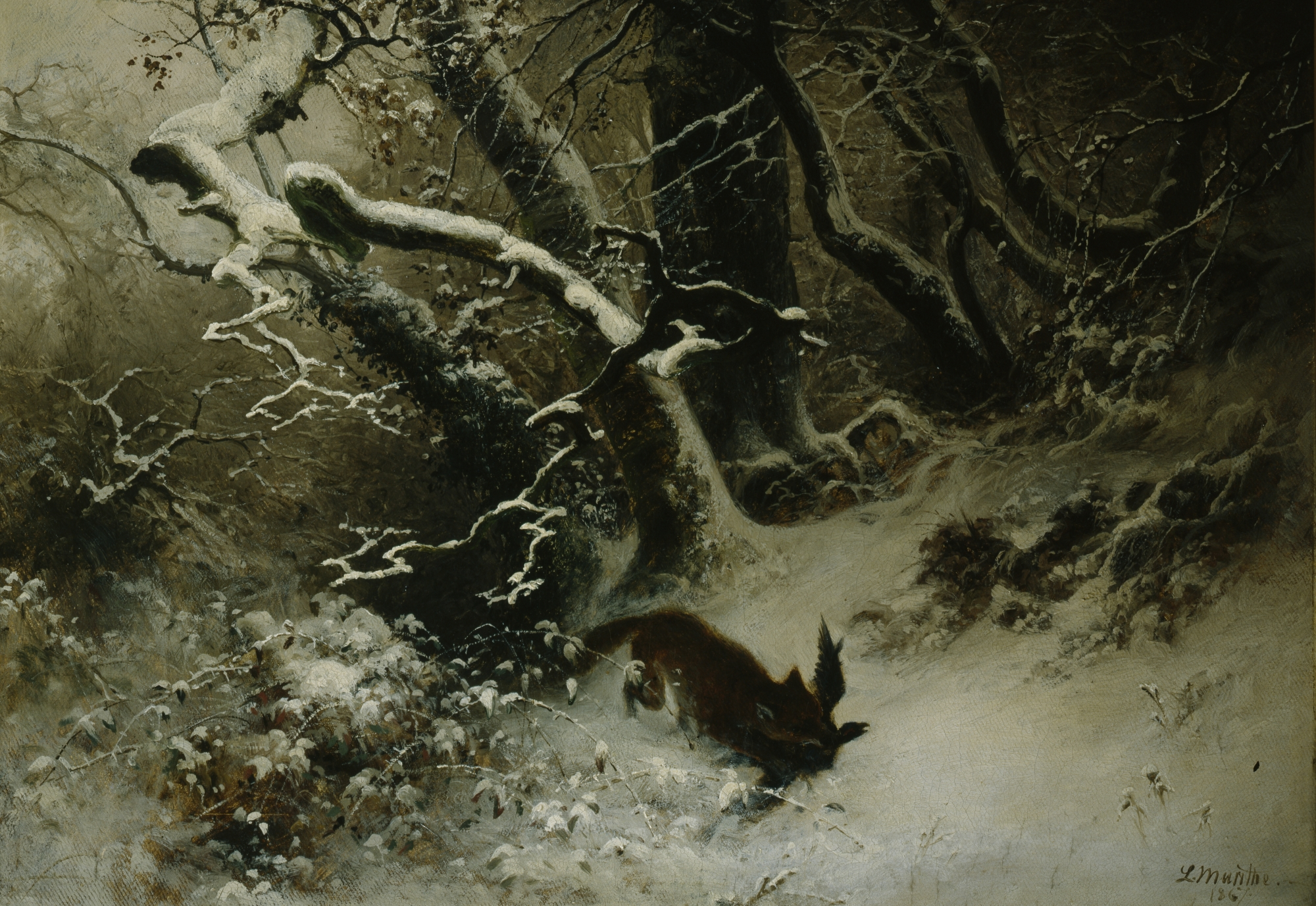
Vinterlandskap, 1868
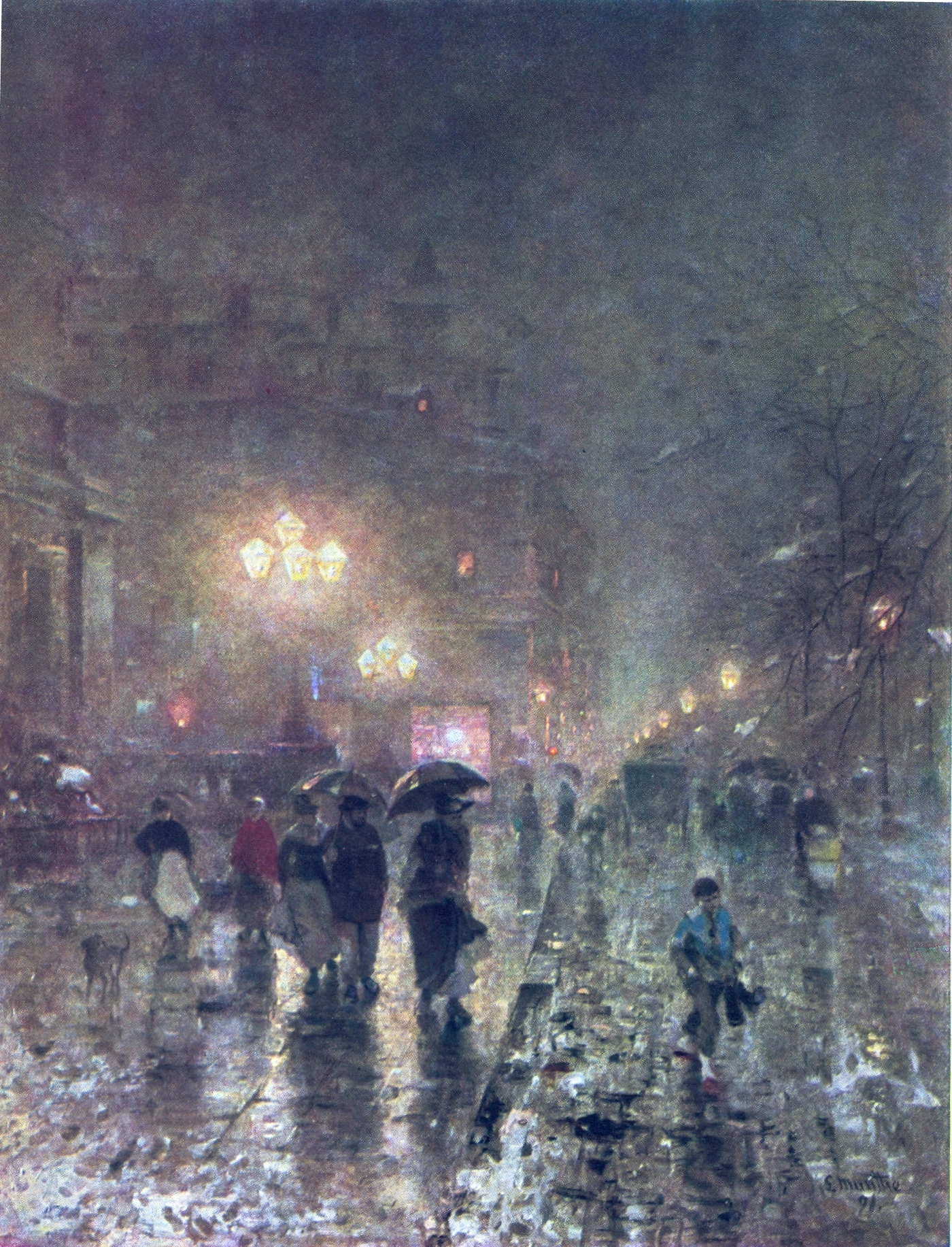
Düsseldorfer Stadttheater und Alleestraße, 1891.
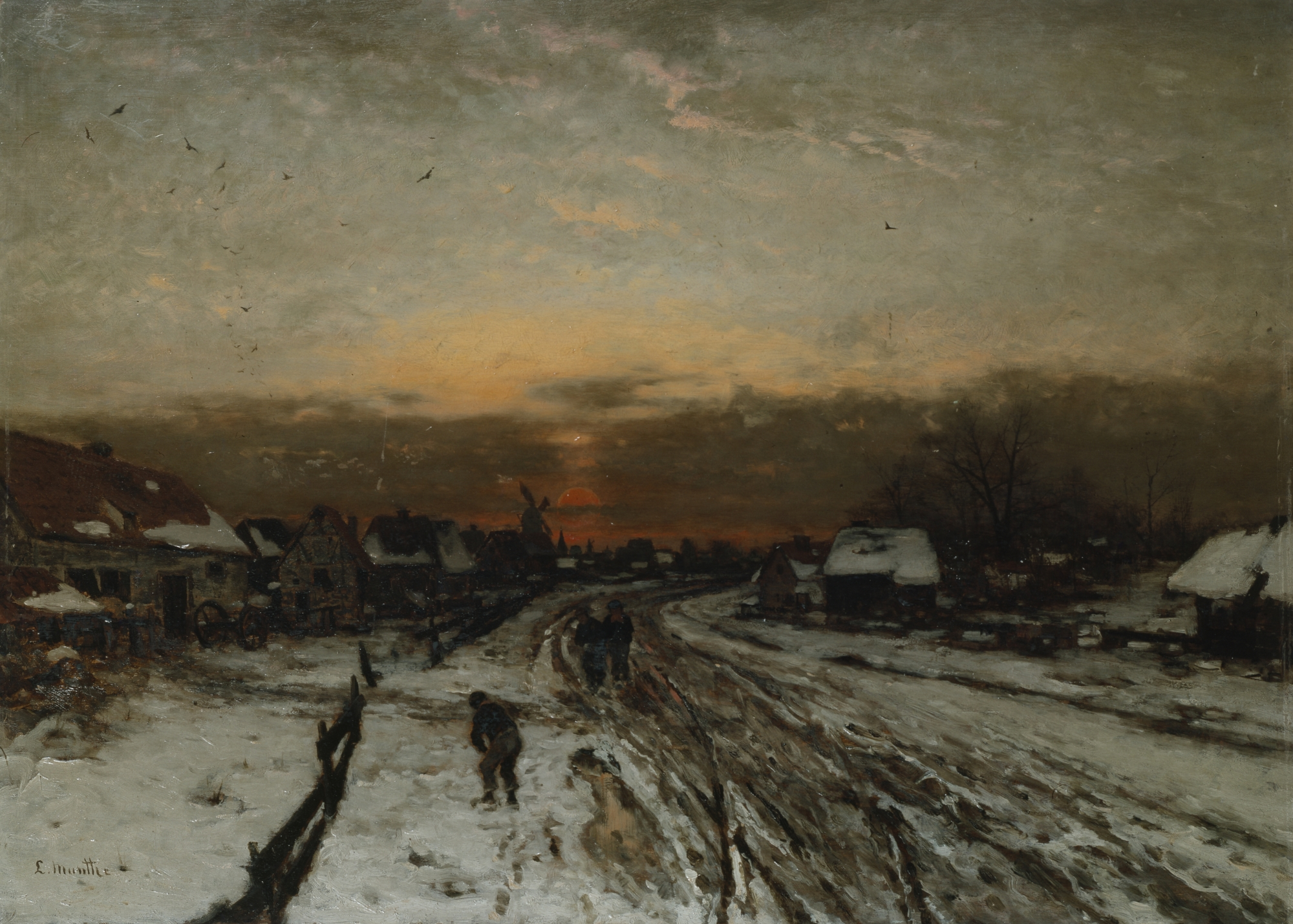
Vinterlandskap i solnedgång, 1896
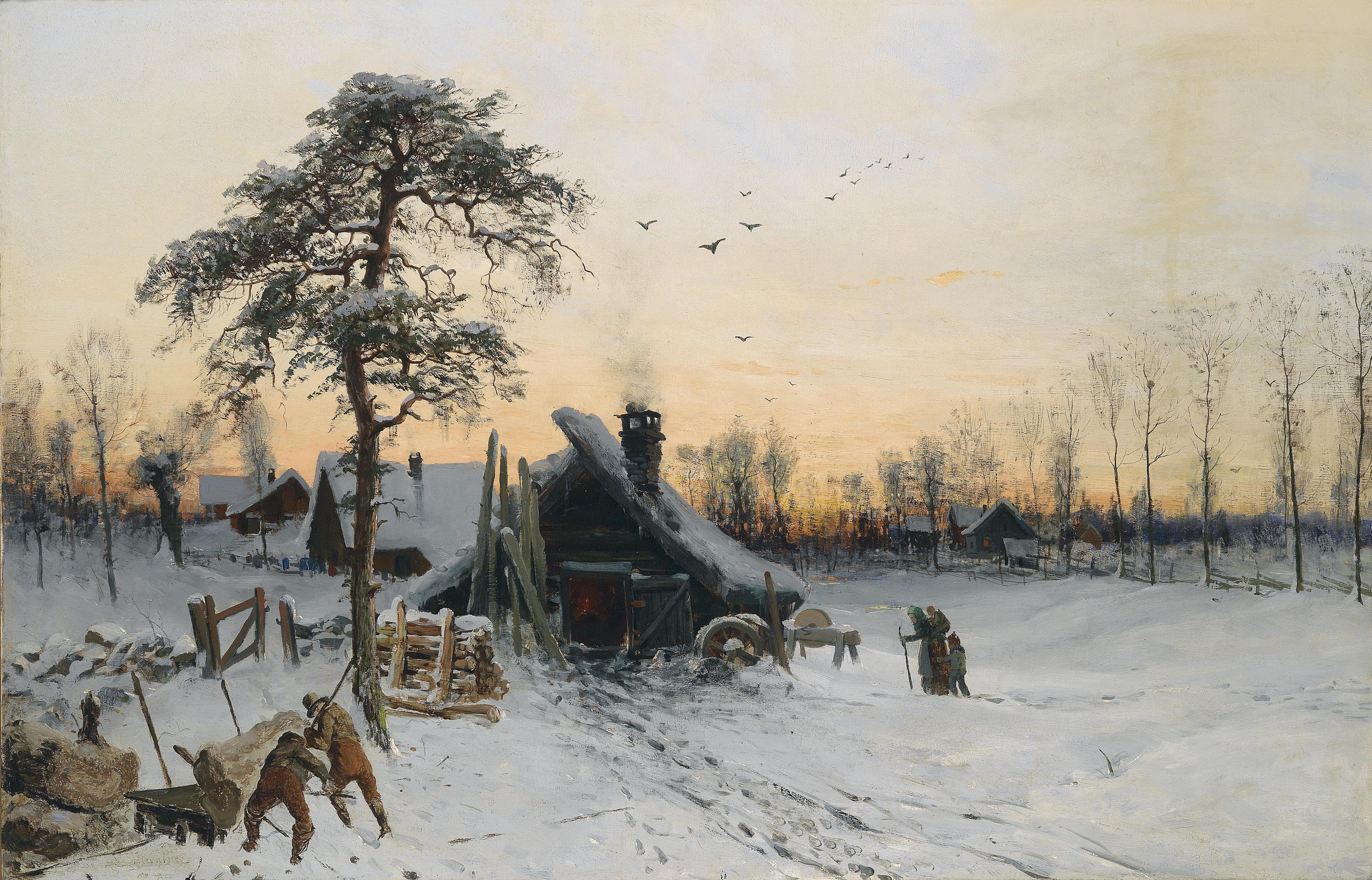
Vinterlandskap i kvällsljus, 1896
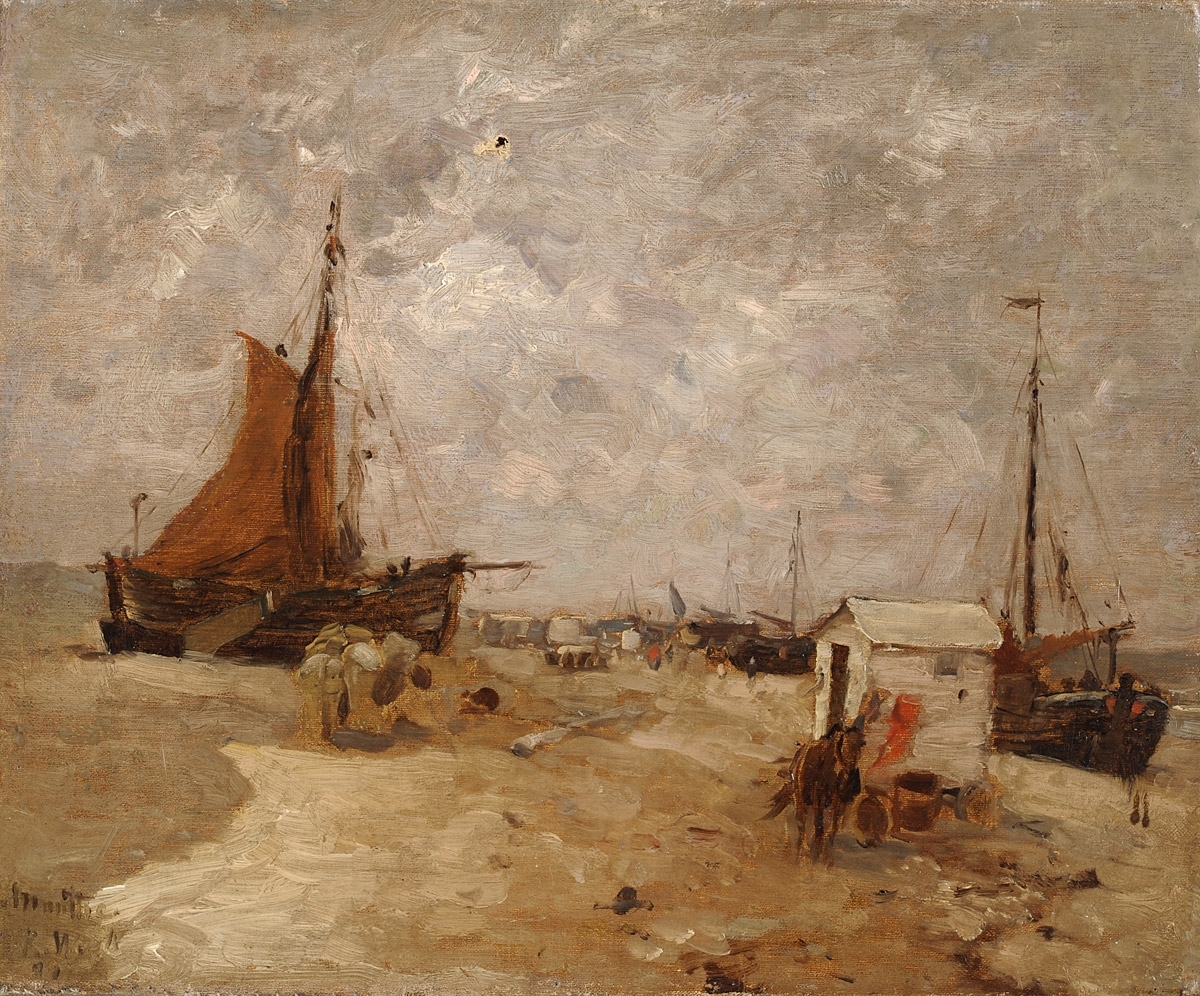
Holländska fiskare, omkring 1896